# 바젤 시립 미술관

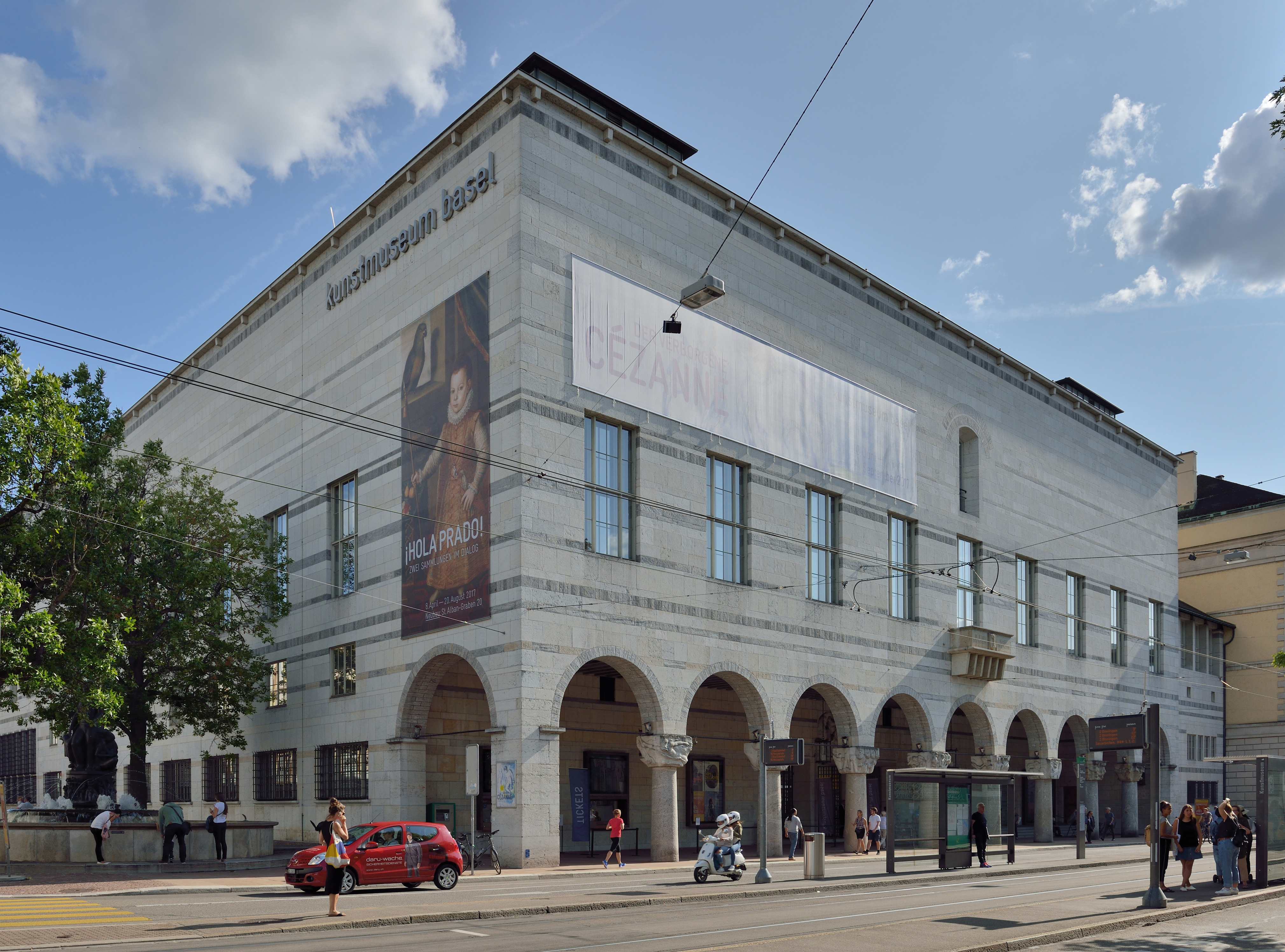

바젤 시립 미술관(Kunstmuseum Basel, 쿤스트뮤지엄 바젤)은 세계에서 가장 오래된 공공 미술 컬렉션을 소장하고 있으며 일반적으로 스위스에서 가장 중요한 미술관으로 간주된다. 이곳은 국가적으로 중요한 스위스 문화유산으로 등록되어 있다.
계보는 1661년 바젤 시와 바젤 대학이 구입한 한스 홀바인의 작품 컬렉션을 포함하는 아메르바흐 내각까지 거슬러 올라간다. 이 미술관은 1661년 바젤 시와 바젤 대학이 구입한 최초의 시립 박물관이 되었으며 따라서 세계 공공 박물관에 공개되었다. 컬렉션은 15세기 초부터 바로 현재까지 인상적인 역사적 범위로 구별된다. 다양한 중점 분야를 통해 이 박물관은 동종 박물관 중 가장 중요한 박물관 중 하나로 국제적인 입지를 확보하고 있다. 여기에는 1400년에서 1600년 사이에 어퍼 라인 지역에서 활동한 예술가들의 그림과 드로잉뿐만 아니라 19세기에서 21세기의 예술도 포함된다.

## 같이 보기
- 가장 큰 미술관 목록